# Rosheim
Rosheim – miejscowość i gmina we Francji, w regionie Grand Est, w departamencie Dolny Ren.
Według danych na rok 1990 gminę zamieszkiwało 4016 osób, 136 os./km².
Urodził tu się misjonarz i dyplomata papieski abp Victor Colomban Dreyer.

## Historia
We wczesnych dokumentach miejscowość wymieniana była jako Rodasheim (778), Rodesheim (1236), Rodisheim , willa Rotsem (XIII w.) oraz jako oppidum Rodesheim (1303). 
Już we wczesnym średniowieczu majątek otrzymał tu klasztor Fulda, a następnie w 959 roku klasztor Lure (niedaleko Belfort), któremu cesarz Otton I podarował tu dobra. Klasztor Jung-Sankt-Peter w Strasburgu również otrzymał tu własność w 1052 roku na mocy dokumentu cesarza Henryka III. Rosheim otrzymało prawa miejskie w 1262 roku, połączone z prawem do budowy murów miejskich. Od 1303 do XVII wieku Rosheim było miastem cesarskim Świętego Cesarstwa Rzymskiego Narodu Niemieckiego i w 1354 roku założyło konfederację zwaną Dekapolis składającą się z dziesięciu alzackich wolnych miast cesarskich, której celem było utrzymanie ich praw. Podobnie jak inne miasta Dekapolis, Rosheim zostało przyznane Francji na mocy pokoju westfalskiego i ostatecznie utraciło niezależność na mocy traktatów z Nijmegen i w 1680 zostało zaanektowane przez Francję.
Na mocy pokoju we Frankfurcie z dnia 10 maja 1871 roku obszar ten stał się częścią Cesarstwa Niemieckiego, a Rosheim została przydzielona do okręgu Molsheim w okręgu Dolnej Alzacji. Po I wojnie światowej region został oddany Francji w 1919 r. na mocy postanowień traktatu wersalskiego. Podczas II Wojny światowej region Alzacji został zajęty przez Wehrmacht, a miasto znajdowało się pod administracją niemiecką do 1944 roku, po czym wrócił do Francji.

## Zabytki
- Kościół śś. Piotra i Pawła zbudowany około 1175[1] roku w stylu romańskim. W późniejszym okresie dobudowano gotycką wieżę.
- Kościół Saint-Etienne z romańską wieżą
- Dom Romański z XII wieku
- Pałac Cesarski
- Ratusz z XVIII wieku
- Brama miejska
- Stara studnia